# Шупля Липа
45°38′ пн. ш. 17°13′ сх. д. / 45.64° пн. ш. 17.22° сх. д.
Шупля Липа (хорв. Šuplja Lipa) — населений пункт у Хорватії, в Б'єловарсько-Білогорській жупанії у складі громади Кончаниця.

## Населення
Населення за даними перепису 2011 року становило 186 осіб.
Динаміка чисельності населення поселення: